# Zakerana nilagirica
Espèce
Synonymes
- Rana nilagirica Jerdon, 1854 "1853"
- Fejervarya nilagirica (Jerdon, 1854 "1853")

Statut de conservation UICN

 EN B2ab(iii) : En danger
Zakerana nilagirica est une espèce d'amphibiens de la famille des Dicroglossidae.

## Répartition
Cette espèce est endémique du Sud des Ghâts occidentaux en Inde. Elle se rencontre dans les États du Kerala et du Tamil Nadu, entre 800 et 1 600 m d'altitude.

## Description
L'holotype de Zakerana nilagirica mesure 50 mm.

## Étymologie
Son nom d'espèce lui a été donné en référence au lieu de sa découverte, les Nîlgîri.

## Publication originale
- Jerdon, 1854 "1853" : Catalogue of Reptiles inhabiting the Peninsula of India. Journal of the Asiatic Society of Bengal, vol. 22, p. 522-534 (texte intégral).